# Dagoberto Joya
José Dagoberto Joya, né le 30 juin 1988, est un coureur cycliste salvadorien.

## Biographie
En 2017, il devient double champion du Salvador, dans la course en ligne et le contre-la-montre.

## Palmarès et résultats

### Par année
- 2015
  - 2e du championnat du Salvador sur route
  - 3e du championnat du Salvador du contre-la-montre
- 2016
  - 3e du championnat du Salvador du contre-la-montre
- 2017
  -  Champion du Salvador sur route
  -  Champion du Salvador du contre-la-montre
  - Vuelta DLC-Orbea
  - 3e étape de la Clásica Independencia de El Salvador
- 2018
  - 2e du championnat du Salvador du contre-la-montre
  - 3e du championnat du Salvador sur route
- 2019
  -  Champion du Salvador du contre-la-montre
- 2020
  -  Champion du Salvador du contre-la-montre
- 2021
  - 2e du championnat du Salvador sur route
- 2022
  - 2e du championnat du Salvador sur route
- 2023
  -  Champion du Salvador sur route
  - 3e du championnat du Salvador du contre-la-montre
- 2024
  - 3e du championnat du Salvador sur route
- 2025
  - 3e du championnat du Salvador du contre-la-montre

### Classements mondiaux
| Année            | 2017 | 2018 | 2019 |
| ---------------- | ---- | ---- | ---- |
| UCI America Tour | 83e  |      | 215e |